# Agabinae
Agabinae es una subfamilia de coleópteros adéfagos de la familia Dytiscidae. Tiene los siguientes géneros.

## Géneros
- Agabus
- Agametrus
- Andonectes
- Hydronebrius
- Hydrotrupes
- Ilybiosoma
- Ilybius
- Leuronectes
- Platambus
- Platynectes